# Nasonowo (rejon charowski)
Nasonowo (ros. Насоново) – wieś w Rosji, w rejonie charowskim obwodu wołogodzkiego. W 2010 r. liczyła 10 mieszkańców.